# Oum Ali
Oum Ali (em árabe: أم علي) é uma comuna localizada na província de Tébessa, Argélia. Sua população estimada em 2008 era de 3 744 habitantes.